# Temnora trapezoidea
Temnora trapezoidea là một loài bướm đêm thuộc họ Sphingidae. Loài này có ở Nigeria tới Kenya, Tanzania và Zambia.
Chiều dài cánh trước khoảng 22 mm. Nó gần giống loài Temnora plagiata fuscata.